# 남자현
남자현(南慈賢, 1872년 12월 7일~1933년 8월 22일)은 대한제국의 독립운동가이다.
3·1 운동에 참여하고 만주로 망명해 서로군정서에 참가하였으며 사이토 마코토 조선 총독의 암살을 기도(시도)하는 등 여러 가지 독립운동을 진행했다. 이토 히로부미를 저격한 안중근에 비견되었다. 1962년 건국훈장 대통령장이 추서되었다. 2015년 영화 암살의 주인공인 안옥윤(배우:전지현)의 모델이 되었다. 남만주에서 북만주로 가는 동안 기독교인이 된 남자현은 반공주의자이며,  만주에 12개의 교회를 설립하기도 했다.

## 생애
남자현은 1872년 12월 7일 아버지 남정한(南珽漢)과 어머니 진성이씨(이원준(李元俊)의 딸) 사이에서 1남 3녀 가운데 막내딸로 태어났다. 경상북도 안동에서 태어났으며, 본관은 영양(英陽)이다. 남자현의 유년시절을 알려주는 자료는 수학과정에 관련된 기록뿐이다. “어려서부터 매우 총명하여, 부친 남정한이 일찍부터 글을 가르쳤는데, 7세에 한글을, 8세에 한문을 터득하고, 12세에 소학과 대학을 읽었으며, 14세에는 사서(四書)를 독파하고, 한시를 지었다...”는 기록이다.
남자현은 성장하여 19세가 되던 1891년 무렵, 김영주(金永周)와 혼인하였다. 결혼한지 6년 후 남편 김영주는 1895년 을미사변 때 의병을 일으켰고 일본군과 전투에서 전사하였다. 1896년 7월 11일 진보군 진보면 흥구동에서 있었던 전투에서 전사했다고 전해진다. 해방 이후 아들 김성삼의 회고가 실린 보도에서는 ‘한국 의병 소장’이었다고 실려 있다.
남자현은 남편 사후 영양군 수비면 계동으로 옮겨갔다. 그곳에서 1896년 12월 6일 3대 독자인 유복자 김성삼을 낳아 기르면서 시부모를 모시고 살았다. 어려운 여건 속에서도 시어머니를 잘 봉양하여 진보에서 효부상을 받기도 했다고 전해진다.

## 독립 운동
1907년 가을, 열사의 선친 이신 남정한 선생이 의병을 일으켜 자택을 임시 의병장소로 삼고 활약할 때 남자현은 장정소집과 정보수집 책임을 지고 적의 후방교란 등 대담무쌍한 활약을 하였다.
1919년 3·1 운동에 참여한 것을 계기로 아들과 함께 만주로 망명하면서 본격적으로 독립운동에 뛰어들었다. 남자현은 곧바로 김동삼의 서로군정서에 가입하여 군자금 모집, 독립운동가 옥바라지 등으로 만주 지역 독립운동의 대모로까지 불리게 되었다. 한편 독립운동을 전개하는 각 단체와 군사기관, 농어촌을 순회하면서 독립정신을 고취하였다. 동만주 12곳에 교회와 예배당을 세우고 10여 곳에 여자교육회를 설립해 여성을 계몽하는 데도 힘썼다. 
편강렬, 양기탁, 손일민 등이 만주 지역 무장 독립운동 단체의 통합을 추진할 때 참가했으며, 무장 투쟁이나 테러 위주의 독립운동을 적극 후원하고 참여했다. 
한국 내에는 두 차례 잠입했다. 1924년 참의부의 채찬이청산과 함께, 1926년에는 박청산, 이청수와 함께 한국 내로 들어왔고, 두 번째 잠입은 사이토 마코토 총독의 암살을 목적으로 한 것이었다
마침 그때 길림주민회장 이규동,의성단장 편강렬, 양기탁, 손일민 등이 주동이 되어 재만독립운동단체의 통일을 발기하자 이에 적극 참가하여 크게 공헌하였다.
1928년 만주 길림에서 김동삼, 안창호 등 47명의 독립 운동가들이 일본의 사주를 받은 중국 경찰에 검거되자, 지성으로 간호하며 석방 운동에 힘써 보석으로 풀려나게 했다. 
1931년 김동삼이 일본 경찰에 체포되었을 때도 탈출시키기 위해 온갖 노력을 한 것으로 알려져 있다.
1932년 만주국 수립으로 영국인 리튼이 이끄는 국제연맹의 조사단이 하얼빈에 오자 손가락을 잘라 흰수건에 '한국독립원(韓國獨立願)’이라는 혈서를 써서 조사단에 보내 국제연맹에 독립의지를 호소한 일화가 알려져 있다. 
1933년 이규동 등과 주만일본대사이며 관동군 사령관인 무토 노부요시의 암살 계획을 세웠다. 그러나 동지와의 연락 및 무기운반등의 임무를 띠고 걸인노파 차림으로 변장한 채 하얼빈 교외 정양가에서 정탐을 하던 중 밀정의 밀고로 2월 27일, 일본 경찰에게 붙잡혔다. 60세가 넘은 나이로 6개월 동안 갖은 혹형을 받고 보름에 걸친 단식투쟁 전개로 건강을 잃는다. 병보석으로 풀려난 직후 고려여관이라는 조선인 여관에서 생을 마감한다.
마지막 임종을 지켜보던 손자 김시련에게 '사람이 죽고 사는 것이 먹고 안 먹는 것에 있는 것이 아니다. 정신에 있다'는 말씀을 하신 뒤 옆에 있던 아들 김성삼에게 옷깃을 뜯어 하얼빈 화폐 248원을 끄집어내 건네주시며 '너의 원수는 네가 염려하지 말라. 하나님이 갚아 주신다. 우리 독립은 정신'이라면서 '이 돈을 우리나라 독립 축하금으로 바쳐라. 만일 너의 대에 독립을 보지 못하면 너도 유언해 실행하라' 말씀하셨다. 이어서 '손자를 대학 공부시켜라. 친정 문호를 이어 달라'고 하신 뒤 '곤히 잘 테니까 깨우지 마라' 라는 말을 남기고 정오 무렵에 순국하셨다.

## 사후
- 1962년 건국훈장 대통령장이 추서되었다. 1962년 3월 1일에 정부는 독립유공자 58명에게 건국공로훈장 복장을 수여했다

- 국가보훈처 차관을 지낸 김시복은 남자현의 손자이다.[19]

## 평가
- 남자현은 '여자 안중근'이라고 불린다. 남자현의 일생을 추적해 《나는 조선의 총구다》 제목의 저서를 펴낸 이상국 시인은 "왜 이토록 역사는 남자현을 지워버렸는가"라는 글을 통해 다음과 같이 평가했다.[20]

| “ | 그녀의 삶이 던져주는 강렬한 메시지는 마흔이 된 나이에 문득 '아녀자'의 질곡을 벗어버리고, 죽음을 불사한 투쟁에 뛰어든 것에 있다. 저 흑백사진 속의 남자현이 그토록 뚫어지게 우리를 바라보는 이유는, 시대를 관통하는 진실을 전하려는 그녀의 의욕이 아닐까? 그녀가 죽은 이후에도 얼마나 많은 지식인들과 리더들이 변절하고 말을 바꿨던가…그녀는 식민지의 여성으로서 가장 자기초월적인 생을 걸었다. | ” |

- 2002년 독립기념관에 이 구절을 새긴 남자현 어록비가 세워졌다. 고정희의 〈남자현의 무명지〉[21]라는 시가 이 사건을 소재로 하고 있기도 하다.

| “ | … 난공불락, 왜세의 도마 위에 섬섬옥수 열 손가락 얹어 놓고 하는 말 천지신명 듣거든 사람세상 발원이요 탄압의 말뚝에 국적 따로 있으리까 조선여자 무명지 단칼에 내리치니 피로 받아쓴 대한여자독립원 아직도 떠도는 아낙의 무명지 | ” |
|   | — 고정희.〈남자현의 무명지〉,《여성해방출사표》(동광출판사, 1991) |   |

## 평전
- 이상국. 《나는 조선의 총구다》. 세창미디어. 2012년. ISBN 9788955861464

## 같이 보기
- 독립유공자로 대통령장을 수여받은 사람

## 참고자료
- 남자현 : 독립유공자 공훈록 - 국가보훈처
- 뉴시스 - "암살 남자현 '영양 생가'는 허구" 보관됨 2016-04-14 - 웨이백 머신
- 네이버 캐스트 : 오늘의 인물 - 남자현
- 경상북도 이지홈, 자랑스런 경북인 - 남자현
- 《경향신문》 (2005.4.11) 다시쓰는 독립운동列傳 - 여성 독립운동가 남자현
- 윤명숙, 《대한영웅전 1》 (국가보훈처, 1995)

- [대한민국독립유공인물록 (국가보훈처, 1997)]
- [대한민국독립운동공훈사 (김후경, 광복출판사, 1983)]
- [독립운동사 (독립운동사편찬위원회, 1978)]
- [한국독립사 (김승학, 독립문화사, 1965)]
- [한국독립운동사 (문일민, 애국동지원호회, 1956)•『朝鮮獨立運動』 Ⅱ( 金正明 編,原書房,1967)]